# Acri
Acri är en ort och kommun i provinsen Cosenza i regionen Kalabrien i Italien. Kommunen hade 20 442 invånare (2017).